# Pedro Lucas Asensio
Pedro Lucas Asensio y Pobes (Villares del Saz de Don Guillén, 14 de octubre de 1807-18 de noviembre de 1870) fue un obispo español.

## Biografía
Nació en Villares del Saz de Don Guillén, provincia y obispado de Cuenca. Estudiada la latinidad, cursó y probó en el Seminario conciliar de San Fulgencio de Murcia tres años de Filosofía y siete de Sagrada Teología, en cuya facultad recibió los grados de licenciado y doctor en el Seminario conciliar de Valencia.
Fue vicerrector de dicho Seminario de Murcia, y catedrático de teología por espacio de 22 años, cura párroco de San Lorenzo de la misma ciudad, y después canónigo de gracia de la catedral.
En 9 de octubre de 1857 fue presentado por la reina Isabel II para la iglesia y obispado de Jaca, y preconizado en Roma en 21 de diciembre del mismo año. Se consagró en las Salesas Reales de Madrid en 11 de abril de 1858, y tomó posesión el 25 del mismo mes.
Tras la revolución septembrina, el 2 de enero de 1869 envió una exposición al presidente del gobierno provisional, Francisco Serrano y Domínguez, para pedirle el mantenimiento de la unidad católica de España —definiendo la libertad de cultos como «la mayor calamidad» para los españoles—, así como la conservación del fuero eclesiástico y de la inmunidad del clero.
Ostentó los títulos de Obispo de Jaca, Noble Romano, Prelado Doméstico de Su Santidad y asistente al sacro Solio Pontificio.

## Obras
- Exposición al gobierno sobre el proyecto de arreglo del clero (1870).[4]